# 米利·巴拉基列夫
米利·阿列克谢耶维奇·巴拉基列夫（俄語：Милий Алексеевич Балакирев，發音：[ˈmʲilʲɪj ɐlʲiekˈsʲie(j)evʲitʑ bɐˈlakʲirʲief] ⓘ；1837年1月2日［儒略曆1836年12月21日］—1910年5月29日［儒略曆5月16日］），俄罗斯钢琴演奏家、指挥家和作曲家，以积极推动俄罗斯民族主义音乐而闻名。
巴拉基列夫与居伊、穆索斯基、里姆斯基-科萨科夫和鲍罗丁共同组成了推进俄罗斯民族音乐发展的强力集团。